# Festival international des cultures austronésiennes
Le Festival international des cultures austronésiennes est un événement qui a lieu dans la ville de Taitung à Taïwan. Le premier s'est tenu en 1999.
Organisé par l'office du tourisme de Taitung, le festival se tient en juillet dans le Parc forestier de Taitung.
Les participants sont des troupes originaires des différents pays habités par des populations parlant des langues austronésiennes.

## Les festivals
- 1999
- 2001 :
- 2006 : Teinture et tissage